# Coti-Chiavari
Coti-Chiavari (in corso Coti è Chjavari, in ligure Coti-Ciävai) è un comune francese di 744 abitanti situato nel dipartimento della Corsica del Sud nella regione della Corsica.

## Storia
Il paese di Coti-Chiavari venne colonizzato nel 1714 da coloni liguri provenienti da Prato Sopralacroce nell'entroterra di Chiavari, nella Riviera di Levante, da cui deriva il nome del paese.
Oggi il dialetto genovese è scomparso ed è stato soppiantato dal corso e poi dal francese.

## Società

### Evoluzione demografica
Abitanti censiti